# 방문 (기독교)

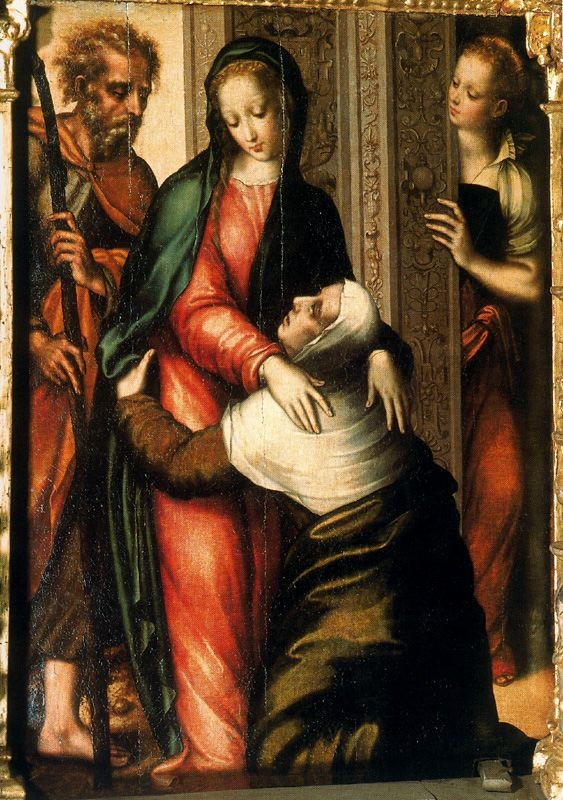
루이스 데 모랄레스가 그린 마리아의 엘리사벳 방문

마리아의 엘리사벳 방문(라틴어: Visitatio Mariae)은 루카 복음서의 내용(루카 1,39-56 참조)에 근거하여 성모 마리아가 엘리사벳을 방문한 일을 가리킨다. 로마 가톨릭교회에서는 해마다 5월 31일을 복되신 동정 마리아의 방문 축일로 지내고 있다.

## 개요
마리아는 자신의 친척 엘리사벳을 만나러 갔는데, 두 사람 모두 임신한 몸이었다. 마리아는 예수를 잉태하였으며, 엘리사벳은 세례자 요한을 잉태하였다. 마리아는 대천사 가브리엘로부터 성령으로 인하여 동정의 몸으로 예수를 잉태하리라는 예고(성모 영보)를 들은 후에 나자렛을 떠나 사촌 엘리사벳이 사는 예루살렘 남쪽의 헤브론으로 갔다. 나자렛에서 헤브론까지는 거리가 160.9344km쯤 되었다. 마리아가 방문할 때 엘리사벳은 임신한 지 6개월 정도였으며, 마리아는 3개월이었다. 대다수 학자들은 마리아가 엘리사벳이 요한을 낳을 때까지 그녀의 집에 머물렀을 것이라고 추정하고 있다. 기독교계에서는 마리아의 방문 목적이 엘리사벳과 그녀의 태중에 있는 아기 요한에게 하느님의 축복을 빌어 주기 위한 것이라고 보고 있다. 요한은 아직 자기 모친의 태중에 있었음에도 마리아의 인사말을 듣고 구세주 그리스도의 존재를 인지하였다. 원죄로부터 깨끗이 정화된 그는 하느님의 축복으로 가득차게 되자 기뻐 뛰었다. 엘리사벳 역시 마리아의 태중에 있는 예수의 존재를 느끼고 기뻐하였다. 그리하여 마리아는 이제 생애 처음으로 하느님과 사람 사이의 중개자로서 자신의 역할을 수행하였다. 엘리사벳은 성령으로 가득 차 큰 소리로 마리아에게 다음과 같이 외쳤다. “당신은 여인들 가운데에서 가장 복되시며, 당신 태중의 아기도 복되십니다. 내 주님의 어머니께서 저에게 오시다니 어찌 된 일입니까? 보십시오, 당신의 인사말 소리가 제 귀에 들리자 저의 태 안에서 아기가 즐거워 뛰놀았습니다. 행복하십니다, 주님께서 하신 말씀이 이루어지리라고 믿으신 분!(루카 1,42–45)” 엘리사벳의 응답 이후에 곧바로 마리아는 “내 영혼이 주님을 찬송하고….”라는 내용의 마니피캇(루카 1,46-55)을 읊어 답례하였다. 이러한 연유로 마니피캇은 전통적으로 복되신 동정 마리아의 방문 축일 때마다 성가로 불리게 되었다.
또한, 묵주 기도 환희의 신비 2단의 묵상 내용이기도 하다.

## 축일
복되신 동정 마리아의 방문 축일의 유래는 중세 시대로까지 거슬러 올라간다. 1263년 성 보나벤투라가 마리아의 엘리사벳 방문을 기념할 것을 건의하자 프란치스코회 총회는 이를 받아들이게 되었다. 마리아의 엘리사벳 방문 기념이 수록된 프란치스코회 성무일도서는 점차 교회 전체로 전파되었다. 1389년 교황 우르바노 6세는 서방 교회의 분열이 끝나기를 기원하기 위하여 로마 보편 전례력에 마리아의 엘리사벳 방문 기념일을 추가하였으며, 날짜는 7월 2일로 지정하였다. 전통 전례력 역시 마찬가지로 7월 2일이다. 1604년 교황 클레멘스 8세가 교황 비오 5세의 미사 경본을 개정하면서 2등급 축일로 격상되었다. 1962년 교황 요한 23세가 전례를 다시 한 번 개정할 때에도 마찬가지로 2등급 축일의 지위는 계속 유지되었다. 또한, 성 요한 세례자 탄생 대축일(6월 24일)에 따른 8일 축제가 끝나는 바로 다음날에 성 요한 세례자가 모친의 태중 안에서 성모 마리아와 그녀의 태중에 있는 예수의 방문을 받았다는 의미를 부여하기 위하여 7월 2일에 계속 기념하도록 하였다. 하지만, 1969년 교황 바오로 6세는 복되신 동정 마리아의 방문 축일 날짜를 5월 31일로 옮겼다. 바오로 6세가 5월 31일을 축일로 정한 것은 주님 탄생 예고 대축일(3월 25일)과 성 요한 세례자 탄생 대축일(6월 24일) 사이에 기념하기 위해서였다.

## 같이 보기
- 마니피캇
- 묵주